# Still Falling for You
«Still Falling for You» es una canción grabada por la cantante y compositora inglesa Ellie Goulding para la banda sonora de la película Bridget Jones's Baby.
La canción fue escrita por Tove Lo, Rickard Göransson, Ilya Salmanzadeh, y Shellback. Fue lanzada como sencillo el 19 de agosto de 2016.
La canción está escrita en la tonalidad de re♭ mayor con un tempo de tiempo común de 96 pulsaciones por minuto. La voz de Goulding abarca desde A♭3 hasta F5 en la canción.
En 2021, la canción se convirtió en una tendencia popular de TikTok.   Tras el aumento de la popularidad, "Still Falling for You" volvió a entrar en varias listas de iTunes y Spotify en todo el mundo.

## Video musical
El vídeo Musical de Still Falling For You fue lanzado a VEVO en su cuenta oficial de Youtube el 25 de agosto de 2016.
El Vídeo muestra parte de la película El Bebé de Bridget Jones siendo el tema principal de la película.
En algunas escenas se pueden ver a la protagonista Renée Zellweger siendo ya una mujer adulta y mucho más madura que en las películas anteriores del 2001 y el 2003 respectivamente, todo esto mientras la canción esta sonando en el fondo,
También se ve a Goulding con una pantalla atrás, donde se muestra las escenas de la película, todo esto mientras canta y baila.
En una parte del vídeo se la ve en el aire y cayendo, también hay luces cambiando de color y fondos con luces extravagantes-

## Lista de canciones
| Descarga digital |                         |          |  |
| N.º              | Título                  | Duración |  |
| 1.               | «Still Falling for You» | 4:00     |  |

| Descarga digital – Jonas Blue Remix |                                            |          |  |
| N.º                                 | Título                                     | Duración |  |
| 1.                                  | «Still Falling for You» (Jonas Blue Remix) | 3:08     |  |

| Descarga digital– Laibert Remix |                                         |          |  |
| N.º                             | Título                                  | Duración |  |
| 1.                              | «Still Falling for You» (Laibert Remix) | 3:23     |  |

## Posicionamiento en listas
| Lista (2016–17)                           | Mejor posición |
| ----------------------------------------- | -------------- |
| Australia (ARIA)                          | 21             |
| Austria (Ö3 Austria Top 40)               | 17             |
| Bélgica (Flandes) (Ultratop 50)           | 16             |
| Bélgica (Valonia) (Ultratop 50)           | 27             |
| Canadá (Canadian Hot 100)                 | 62             |
| Canadá (Hot AC)                           | 49             |
| República Checa (Rádio Top 100)           | 6              |
| República Checa (Singles Digitál Top 100) | 10             |
| France (SNEP)                             | 4              |
| Alemania (Media Control AG)               | 33             |
| Hungría (Rádiós Top 40)                   | 4              |
| Hungría (Single Top 40)                   | 3              |
| Irlanda (IRMA)                            | 20             |
| Italy (FIMI)                              | 57             |
| Países Bajos (Dutch Top 40)               | 19             |
| Países Bajos (Mega Single Top 100)        | 33             |
| Nueva Zelanda (Recorded Music NZ)         | 20             |
| Noruega (VG-lista)                        | 35             |
| Polonia (Polish Airplay Top 100)          | 5              |
| Portugal (AFP)                            | 68             |
| Escocia (Scottish Singles Sales Chart)    | 4              |
| Eslovaquia (Rádio Top 100)                | 6              |
| Eslovaquia (Singles Digitál Top 100)      | 16             |
| Slovenia (SloTop50)                       | 10             |
| España (Top 100 Canciones)                | 82             |
| Suecia (Sverigetopplistan)                | 50             |
| Suiza (Schweizer Hitparade)               | 10             |
| Reino Unido (UK Singles Chart)            | 11             |
| Estados Unidos (Bubbling Under Hot 100)   | 3              |
| Estados Unidos (Adult Top 40)             | 25             |
| Estados Unidos (Mainstream Top 40)        | 39             |

| Lista (2016)                         | Posición |
| ------------------------------------ | -------- |
| UK Singles (Official Charts Company) | 98       |

## Historial de lanzamiento
| Región         | Fecha                    | Formato                             | Discográfica | Ref.   |
| -------------- | ------------------------ | ----------------------------------- | ------------ | ------ |
| Varios         | 19 de agosto de 2016     | Descarga digital                    | Polydor      | [ 7 ]  |
| Reino Unido    | 22 de agosto de 2016     | Contemporary hit radio              | Polydor      | [ 42 ] |
| Estados Unidos | 29 de agosto de 2016     | Hot adult contemporary radio        | Interscope   | [ 43 ] |
| Estados Unidos | 30 de agosto de 2016     | Contemporary hit radio              | Interscope   | [ 44 ] |
| Varios         | 2 de septiembre de 2016  | Descarga digital – Jonas Blue Remix | Polydor      | [ 8 ]  |
| Italia         | 16 de septiembre de 2016 | Contemporary hit radio              | Universal    | [ 45 ] |
| Varios         | 7 de octubre de 2016     | Descarga digital – Laibert Remix    | Polydor      | [ 9 ]  |